# عملیات آناکوندا
عملیات آناکوندا (انگلیسی: Operation Anaconda) یا نبرد شاهی کوت، یک عملیات نظامی بود که در اوایل مارس ۲۰۰۲، در چارچوب جنگ در افغانستان انجام شد. در این عملیات، افسران شبه‌نظامی سازمان سیا، همراه با نیروهای متحد خود، به منظور نابودی نیروهای القاعده و طالبان وارد عمل شدند. محل اجرای این عملیات در دره شاهی کوت و کوه‌های ارما، واقع در جنوب شرقی زرمت بود.
در بازه زمانی ۲ تا ۱۸ مارس ۲۰۰۲، حدود ۱۷۰۰ سرباز آمریکایی که از طریق هوا منتقل شده بودند، به همراه ۱۰۰۰ نیروی شبه‌نظامی افغان، که از حامیان دولت افغانستان محسوب می‌شدند، در برابر ۳۰۰ تا ۱۰۰۰ جنگجوی القاعده و طالبان برای تصرف دره شاهی کوت وارد نبرد شدند. نیروهای طالبان و القاعده با استفاده از موقعیت‌های مستحکم‌شده در غارها و ارتفاعات کوهستانی، و بهره‌گیری از خمپاره‌اندازها و سلاح‌های سنگین، به سمت نیروهای آمریکایی که در تلاش برای تأمین امنیت منطقه بودند، آتش گشودند. مولوی سیف‌الرحمان منصور، فرمانده افغان طالبان، بعداً رهبری نیروهای تقویتی طالبان را برای پیوستن به نبرد بر عهده گرفت. در ابتدا، نیروهای آمریکایی تعداد جنگجویان شورشی در دره شاهی کوت را بین ۲۰۰ تا ۲۵۰ نفر برآورد کردند. با این حال، اطلاعات به‌دست‌آمده در مراحل بعدی نشان داد که تعداد واقعی این نیروها بین ۵۰۰ تا ۱۰۰۰ جنگجو بوده است.

## پیش‌زمینه
در ۱۱ سپتامبر ۲۰۰۱، گروهی از تروریست‌های اسلام‌گرای وابسته به القاعده، به رهبری اسامه بن لادن، به ایالات متحده حمله کردند. بر اساس گزارش‌های اطلاعاتی، بن لادن تحت حمایت طالبان در افغانستان پناه گرفته بود.
در واکنش به این حملات، ایالات متحده در ۷ اکتبر ۲۰۰۱ عملیات آزادی پایدار را با هدف سرنگونی طالبان و نابودی القاعده آغاز کرد. این عملیات با هدف سرنگونی حکومت طالبان و از بین بردن زیرساخت‌های القاعده در افغانستان طراحی شد. برای تحقق این هدف، آمریکا با ائتلاف شمال، یک گروه شورشی افغان متشکل از تاجیک‌ها، ازبک‌ها و هزاره‌ها، همکاری کرد. این گروه به دلیل اختلافات قومی و ایدئولوژیک، با حکومت طالبان که عمدتاً توسط پشتون‌ها اداره می‌شد، مخالف بود. ایالات متحده با ترکیبی از حملات هوایی و نیروهای ویژه زمینی به ائتلاف شمال در مبارزه با طالبان کمک کرد. آن‌ها توانستند به‌سرعت پایگاه‌های طالبان را تصرف کنند و در ۱۳ نوامبر ۲۰۰۱ موفق به کنترل پایتخت، کابل، شدند.
تقریباً در همان زمان، اطلاعات نشان می‌داد که اسامه بن لادن و رهبران القاعده به یک اردوگاه آموزشی واقع در کوه‌های تورا بورا در نزدیکی جلال‌آباد، ولایت ننگرهار در شرق افغانستان پناه برده‌اند. برخلاف مناطق جنگی قبلی در شمال افغانستان، این منطقه عمدتاً محل سکونت پشتون‌ها بود. ایالات متحده از ائتلاف شمال می‌خواست که در حمله به القاعده در تورا بورا به آنها کمک کند، اما جنگ‌سالاران تاجیک و ازبک ائتلاف شمال از این کار امتناع کردند. آنها تمایلی به ورود به مناطق پشتون‌نشین در شرق یا جنوب نداشتند؛ بنابراین، ایالات متحده مجبور شد متحدان دیگری برای حمله پیدا کند.
آن‌ها توانستند با پرداخت رشوه به شبه‌نظامیان پشتون در این مناطق، آن‌ها را به پیوستن به نیروهایشان ترغیب کنند و این گروه را «ائتلاف شرق» نامیدند. آنها با هم در ۳۰ نوامبر ۲۰۰۱ به اردوگاه آموزشی القاعده در تورا بورا حمله کردند. با این حال، این شبه‌نظامیان ائتلاف شرق ثابت کردند که بسیار کم‌اثرتر از ائتلاف شمال بوده‌اند. آنها همان سطح دشمنی با القاعده را نداشتند و هر شب برای افطار ماه رمضان میدان جنگ را ترک می‌کردند. به دلیل عدم همکاری مؤثر با شبه‌نظامیان ائتلاف شرق، اسامه بن لادن و رهبران القاعده از نبرد تورا بورا فرار کردند.
پس از عملیات تورا بورا، این تصور وجود داشت که علت اصلی فرار اسامه بن لادن ناتوانی نیروهای آمریکایی در مسدود کردن مسیرهای فرار القاعده به سوی پاکستان بود. فرماندهان حاضر در صحنه درخواست کرده بودند که ۸۰۰ تکاور ارتش ایالات متحده برای مسدود کردن این مسیرهای فرار اعزام شوند، اما مقامات نظامی سنتکام، درخواست آنها را رد کردند. این عدم استقرار نیروهای مسدودکننده، تأثیر قابل توجهی بر برنامه‌ریزی عملیات آناکوندا داشت.
در ژانویه ۲۰۰۲، گزارش‌های اطلاعاتی نشان دادند که گروهی از جنگجویان طالبان و القاعده در دره شاهی کوت، واقع در ولایت پکتیا، در حال تجدید قوا هستند. این منطقه که در حدود ۶۰ مایلی جنوب گردیز واقع شده بود، به دلیل موقعیت جغرافیایی خاص خود، شامل غارهای طبیعی و ارتفاعات صعب‌العبور، به پایگاهی مناسب برای این گروه‌ها تبدیل شده بود. منطقه شاهی‌کوت پایین نیز به مناطق قبیله‌ای پاکستان نزدیک بود، جایی که تصور می‌شد بسیاری از جنگجویان القاعده پس از عملیات تورا بورا به آنجا فرار کرده‌اند. مقامات نظامی آمریکا بر اساس این اطلاعات، برنامه‌ریزی برای عملیات آناکوندا را آغاز کردند تا این تهدید را از بین ببرند و بقایای نیروهای القاعده و طالبان را منهدم کنند.
دره شاهی‌کوت، به معنای «محل پادشاه» در زبان پشتو، حدود ۹ کیلومتر طول و در پهن‌ترین بخش خود ۵ کیلومتر عرض دارد. این دره از دو بخش اصلی، شاهی‌کوت پایین و شاهی‌کوت بالا، که تقریباً موازی با هم امتداد دارند، تشکیل شده است. در شاهی‌کوت پایین، کوه‌های چشم‌نوازی همچون تاکور غار در جنوب شرقی و تساپره غار در شمال شرقی وجود دارند که ورودی‌های دره را کنترل می‌کنند. این دره به خوبی قابل دفاع است زیرا پشته‌های بلند آن مملو از غارها، شکاف‌ها و نقاط محافظت‌شده طبیعی است که امکان استقرار جنگجویان چریکی برای حمله به کف دره و مسیرهای دسترسی را فراهم می‌کند. در طول جنگ شوروی در افغانستان، این منطقه نیز میدان جنگ بود، زیرا نیروهای شوروی با چریک‌های مجاهدین می‌جنگیدند. مجاهدین، که با ارتش سرخ در جنوب شرقی افغانستان در جنگ بودند، استحکامات دفاعی خود را به‌طور استراتژیک در ولایت پکتیا، عمدتاً در امتداد رشته کوه مرکزی، مستقر کردند. یک بزرگراه حیاتی بین گردیز و خوست، مسیر تدارکاتی اصلی برای نیروهای شوروی مستقر در خوست بود. با این حال، در سال ۱۹۸۱، جنگجویان افغان با موفقیت این جاده را مسدود، خوست را محاصره و نیروهای شوروی را مجبور کردند که برای تأمین مجدد به حمل و نقل هوایی تکیه کنند. محاصره به مدت هفت سال ادامه یافت و در نهایت، نیروهای شوروی مجبور به عقب‌نشینی از منطقه شدند.
در زمان جنگ شوروی در افغانستان، مولوی نصرالله منصور، رهبر مجاهدین، مسئولیت دره را بر عهده داشت و از جهادگران خارجی برای استقرار در شاهی‌کوت پایین دعوت کرد. منصور دره را مستحکم ساخت، سنگرهایی حفر کرد و مواضع شلیک در خطوط الراس ایجاد کرد که بسیاری از آن‌ها در عملیات استفاده شدند. مولوی نصرالله منصور بعداً به طالبان پیوست و قبل از کشته شدن در نبرد با یک جنگ‌سالار رقیب، فرماندار ولایت پکتیا شد. سیف‌الرحمان منصور، پسر نصرالله منصور، با استفاده از ارتباطات خانوادگی خود در منطقه، تا سال ۲۰۰۲ به فرمانده ارشد طالبان در ولسوالی زرمت ولایت پکتیا تبدیل شد. جنگجویان مجاهدین دو بار با موفقیت ارتش شوروی را در این دره شکست داده بودند و ائتلاف طالبان و القاعده انتظار داشتند که رویدادها در اینجا به شیوه مشابهی پیش برود.
سیگنال‌های رو به افزایش و اطلاعات انسانی، نشان‌دهنده حضور قوی جنگجویان طالبان، جنبش اسلامی ازبکستان و القاعده در دره شاهی‌کوت بود. اعتقاد بر این بود که تقریباً ۲۰۰ تا ۲۵۰ جنگجو در حال گذراندن زمستان و احتمالاً آماده شدن برای حمله بهاری در دره هستند. اطلاعات سیگنالی همچنین احتمال حضور اهداف با ارزش بالا در دره را مطرح کرد که در میان آنها نه تنها سیف‌الرحمان، بلکه طاهر یولداشف، بنیان‌گذار مشترک سازمان تروریستی جنبش اسلامی ازبکستان، و جلال‌الدین حقانی، که شبکه قبیله‌ای‌اش منطقه را کنترل می‌کرد، نیز حضور داشتند.
جلال‌الدین حقانی سابقه مبارزه با نیروهای شوروی را با حمایت سیا و سازمان اطلاعات پاکستان، ISI، داشت. او زمانی به عنوان یک رهبر بالقوه جایگزین در میان پشتون‌ها، به جز طالبان، دیده می‌شد. سیا خانواده حقانی را به فرار اسامه بن لادن از تورا بورا مرتبط دانست، اتهامی که خانواده به شدت آن را رد کرد. در نتیجه، خانواده حقانی هدف حملات هوایی آمریکا قرار گرفت و اکثر اعضای آن مجبور به فرار از مرز به پاکستان شدند. با این حال، علی‌رغم خروج آنها، جنگجویان القاعده که در سرزمین‌های قبیله‌ای خانواده حقانی پناه گرفته بودند، در دره شاهی‌کوت باقی ماندند.
در اواخر ژانویه و اوایل فوریه ۲۰۰۲، مقامات نظامی ایالات متحده به بررسی راهکارهای مختلف برای مقابله با تجمع نیروهای القاعده و طالبان در دره شاهی کوت پرداختند. نیروهای آمریکایی تصمیم گرفتند که عملیات را به دو مرحله اصلی تقسیم کنند: حمله اولیه توسط نیروهای افغان تحت حمایت آمریکا و سپس ایجاد مواضع مسدودکننده برای جلوگیری از فرار جنگجویان دشمن. برای این منظور، سرلشکر فرانکلین هاگنبک، فرمانده نیروی مشترک ویژه کوهستان، مسئولیت برنامه‌ریزی این عملیات را برعهده گرفت. استراتژی کلی این عملیات بر اساس تجربیات حاصل از نبرد تورا بورا شکل گرفت. در نبرد تورا بورا، عدم حضور کافی نیروهای آمریکایی در نقاط کلیدی، منجر به فرار بسیاری از رهبران القاعده به پاکستان شد. درسی که از آن شکست گرفته شد، این بود که باید مسیرهای فرار دشمن به‌طور کامل مسدود شود. بر همین اساس، نیروهای آمریکایی تصمیم گرفتند علاوه بر حمله اصلی، از واحدهای ویژه برای کنترل نقاط کلیدی خروجی دره استفاده کنند.
ایالات متحده به ضیا لودین، یک جنگ‌سالار پشتون، برای رهبری نیروهای قبیله‌ای افغان اعتماد کرد. مارک روزنگارد، افسر عملیات نیروی ضربت خنجر، توضیح داد چرا به شبه‌نظامیان افغان تکیه کردند، با اینکه در نبرد تورا بورا ناامید شده بودند. اولاً، گزارش‌ها حاکی از آن بود که نیروهای القاعده در دره شاهی‌کوت در میان ۱۰۰۰ غیرنظامی افغان مستقر هستند. در چنین وضعیتی، حضور نیروهایی که بتوانند بین غیرنظامیان محلی و جنگجویان جهادی خارجی تمایز قائل شوند، بسیار مهم بود. نگرانی‌هایی درباره کشتار تصادفی غیرنظامیان و تکرار اشتباهات نیروهای شوروی وجود داشت، چون این امر باعث می‌شد افغان‌ها نیروهای خارجی را اشغالگر ببینند. دلیل دیگر، ایجاد حس مالکیت در میان افغان‌ها نسبت به پیروزی بود. روزنگارد می‌خواست مردم محلی احساس کنند که خودشان جنگجویان القاعده را از کشورشان بیرون رانده‌اند. وقتی از او پرسیده شد که آیا چنین مفهومی می‌تواند در سطح ملی در کشوری به این میزان از تنوع قومی پذیرفته شود، مارک روزنگارد جواب داد که به نظر می‌رسد ضیا لودین حداقل این ایده را درک کرده باشد.
عنصر مهمی در این عملیات، گروهی به نام عملیات نیروی پیشرفته (AFO) بود که به نیروی ضربت ۱۱ (TF 11) گزارش می‌داد. نقش آنها انجام مأموریت‌های شناسایی پرخطر در اعماق قلمرو دشمن بود. AFO یک سازمان ثابت نبود بلکه یک مفهوم بود که توسط یک تیم ستادی عملیات ویژه هماهنگ می‌شد و می‌توانست بسته به نیازهای مأموریت، نیروی انسانی را از واحدهای مختلف عملیات ویژه جذب کند. پیت بلبر برای رهبری تلاش‌های AFO در افغانستان انتخاب شد. تصمیم گرفته شد در این عملیات از پیاده‌نظام معمولی ایالات متحده استفاده شود. نیروهای مورد استفاده، متشکل از هنگ ۱۸۷ پیاده‌نظام ("راکسان‌ها") از لشکر ۱۰۱ هوابرد، به رهبری سرهنگ فرانک ویرچینسکی، و سربازان گردان یکم، هنگ ۸۷ پیاده‌نظام، لشکر ۱۰ کوهستان، به رهبری سرهنگ دوم پل لاکامرا، قرار بود توسط بالگردهای بوئینگ سی‌اچ-۴۷ شینوک و با پشتیبانی شش بالگرد بوئینگ ای‌اچ-۶۴ آپاچی وارد منطقه شده و در مواضع مسدودکننده مستقر شوند. بر اساس استراتژی تثبیت‌شده در افغانستان، قرار بود که پشتیبانی آتش توسط واحدهای واحدهای نیروی هوایی ایالات متحده ارائه شود و نه توسط توپخانه. پشتیبانی هوایی اضافی نیز توسط واحدهای نیروی دریایی ایالات متحده و جنگنده‌های میراژ ۲۰۰۰دی‌ نیروی هوایی فرانسه تأمین شد. طرح نهایی دو نیروی اصلی را شامل می‌شد: نیروی ضربت چکش و نیروی ضربت سندان. نیروی ضربت چکش شامل شبه‌نظامیان افغان و تعداد کمی از نیروهای ویژه ایالات متحده بود که هدف اولیه‌شان حمله به دره شاهی‌کوت بود. برنامه این بود که آن‌ها از شمال وارد دره شوند، از طریق روستاهای سرخانخیل و مرزک که اطلاعات نشان می‌داد دشمن در آنجا متمرکز است، حمله کنند و دشمن را به سمت نیروی ضربت سندان که مواضع مسدود شده توسط راکسان بود، هدایت کنند. نیروی ضربت سندان نیز متشکل از نیروی ضربت راکسان و ۱–۸۷ بود و هدف آن‌ها ایجاد مواضع مسدودکننده برای جلوگیری از فرار نیروهای دشمن بود.

## پیش از عملیات

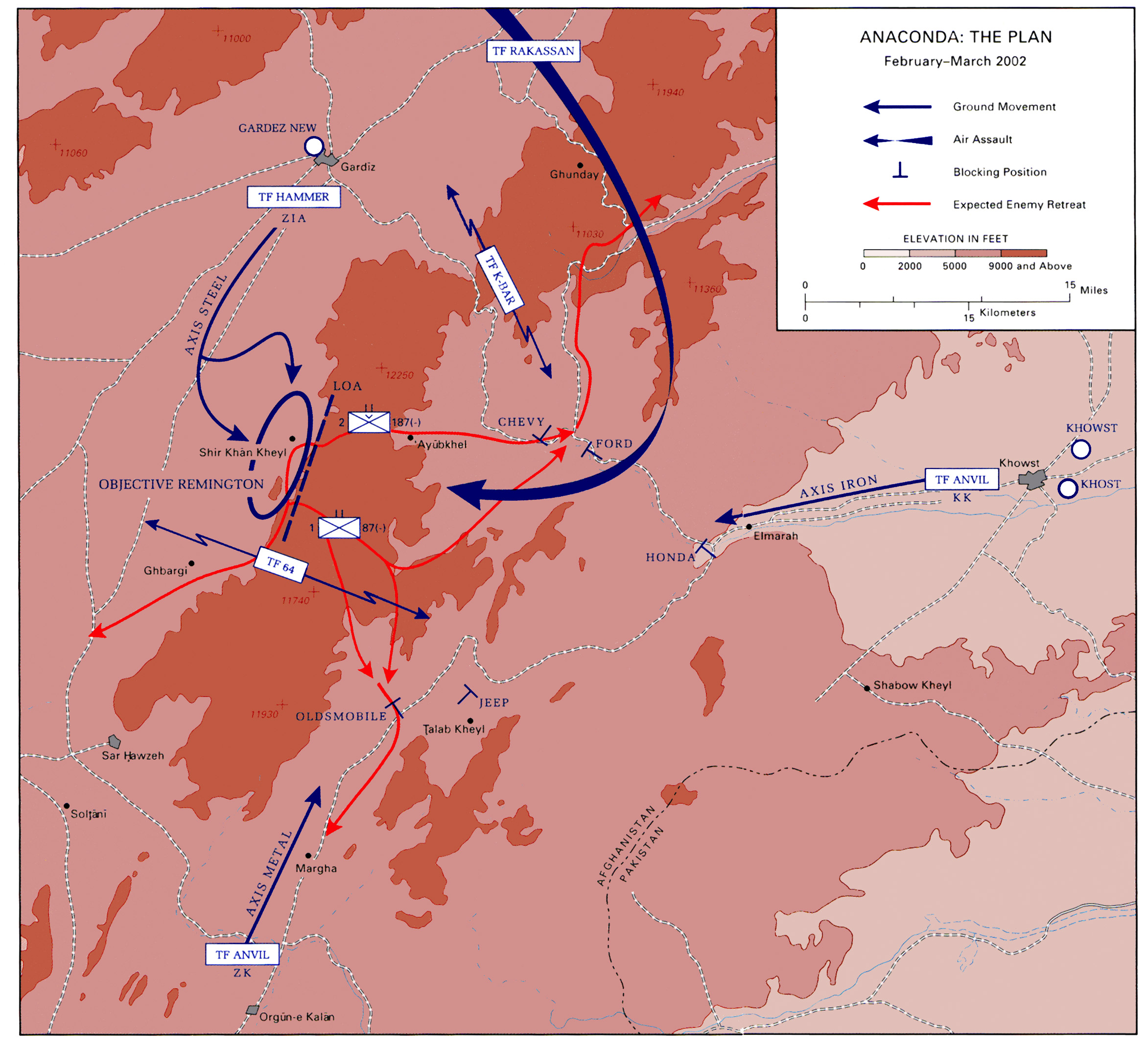
نقشه عملیات آناکوندا

در مرحله برنامه‌ریزی عملیات، واحدهای عملیات نیروی پیشرفته (AFO) برای جمع‌آوری اطلاعات در مورد مواضع طالبان و القاعده در شاهی‌کوت، به انجام عملیات‌های شناسایی پرداختند. تلاش برای دسترسی به پایگاه‌های داده اطلاعاتی ایالات متحده اطلاعات مفیدی ارائه نکرد. حتی تصاویر ماهواره‌ای گسترده از منطقه شاهی‌کوت نیز اطلاعات زیادی را نشان نداد، زیرا نیروهای القاعده در آنجا به صورت سبک تجهیز شده و در استتار ماهر بودند و نمی‌توانستند مانند تیپ‌های تانک عراقی که به راحتی در جنگ خلیج فارس قابل شناسایی بودند، در تصاویر مشخص شوند.
تحلیل‌گران اطلاعاتی دریافتند که برای جمع‌آوری اطلاعات دربارهٔ وضعیت در دره، باید عمدتاً بر روی جمع‌آوری اطلاعات انسانی (HUMINT) و سیگنال‌های رهگیری شده (SIGINT) تمرکز کنند. سرهنگ دوم پیت بلبر، فرمانده نیروی دلتا، هرگونه تلاش برای نفوذ هلی‌برن AFOها به منطقه را به دلیل احتمال باخبر شدن تروریست‌ها در دره رد کرد. علاوه بر شناسایی مسیرهای ورودی و اطراف دره توسط نیروهای AFO با استفاده از خودروی همه‌جارو (ATV) اصلاح شده پولاریس (که اغلب در شرایط نامساعد آب و هوایی و زمین‌های دشوار انجام می‌شد)، دو تیم با اسم رمز ایندیا و جولیت، شامل ۳ و ۵ اپراتور به ترتیب، از نیروهای بسیار باتجربه دلتا از گروه شناسایی و نظارت اسکادران و اپراتورهای نخبه نیروی هوایی از اسکادران ۲۴ تاکتیک‌های ویژه، به ارتفاعات کوه‌ها و تنگه‌های شاهی‌کوت صعود کردند تا شناسایی محیطی انجام دهند. اطلاعات حیاتی آنها به AFO بازگردانده شد و پس از شروع عملیات بسیار ارزشمند بود. اطلاعات حیاتی جمع‌آوری‌شده به AFO بازگردانده شد و پس از شروع عملیات از اهمیت بالایی برخوردار بود. در تاریخ ۲۸ فوریه، سه تیم AFO به‌طور مخفیانه به دره نفوذ کردند. یکی از این تیم‌ها با اسم رمز جولیت، شامل ۵ اپراتور دلتا، یک کنترل‌کننده رزمی و یک متخصص اطلاعات سیگنالی از یگان پشتیباتی اطلاعاتی (ISA)، با استفاده از ATVها از سمت شمال به دره وارد شد و در شرایط نامساعد آب و هوایی در طول شب به سمت یک مخفیگاه در سمت شرقی دره حرکت کرد. تیم دیگری به نام ایندیا، شامل سه اپراتور دلتا، یک اپراتور مراقبت نبرد و یک اپراتور ISA، به دره رفتند تا در بخش جنوب غربی دره، معروف به «قلاب ماهی»، پنهان شوند. تیم نهایی با کد ماکو ۳۱ شناخته می‌شد و متشکل از سه نیروی ویژه دریایی از تیم قرمز DEVGRU، یک کنترل‌کننده رزمی نیروی هوایی و یک متخصص مواد منفجره نیروی دریایی بود. این تیم از لبه جنوبی دره به صورت پیاده وارد شد تا یک پست دیدبانی در نقطه‌ای به نام «انگشت» ایجاد کند. هر سه تیم وظیفه داشتند تا نقاط قوت و موقعیت‌گیری دشمن، از جمله مواضع ضدهوایی، را شناسایی و تأیید کنند. همچنین باید اطمینان حاصل می‌کردند که مناطق فرود هلیکوپترهای تیم ضربت راکسان بدون موانع است و هدایت نهایی برای پشتیبانی هوایی را، پیش و در طول ورود نیروهای متعارف انجام دهند. تیم‌های عملیات ویژه از نیروی ضربت کی-بار و نیروی ضربت ۶۴ نیز برای ایجاد پست‌های دیدبانی وارد دره شدند. این پست‌ها باید طبق برنامه‌ریزی آمریکایی‌ها «قابل سکونت باشند، توانایی شناسایی خوبی ایجاد کنند و مسیرهای فرار شناسایی‌شده به سمت پاکستان را پوشش دهند.»
بعد از بررسی گزارش‌های روزانه تیم AFO، ژنرال تامی فرنکس به این نتیجه رسید که برای مقابله با حضور قابل توجه دشمن در دره شاهی‌کوت، نیاز به یک عملیات بزرگ وجود دارد. مقامات نظامی طرح حمله به دره را نهایی کردند. قرار بود نیروی ضربت راکسان با استفاده از هلیکوپترهای ترابری شینوک و با پشتیبانی شش هلیکوپتر تهاجمی آپاچی، از طریق هوا به دره حمله کنند. نقش آن‌ها اشغال چندین موضع مسدودکننده در امتداد خط‌الراس شرقی شاهی‌کوت بود. نیروی ضربت چکش، تحت فرماندهی ضیا لودین با ۵۰۰ نیروی پشتون افغان، از ورودی شمالی به صورت زمینی و در قالب یک کاروان به دره وارد می‌شد. پیش از حمله زمینی، یک بمباران هوایی برنامه‌ریزی شد تا مواضع شناخته‌شده دشمن را هدف بگیرد. وقتی نیروی ضربت چکش از روستاهای سرخانخیل و مرزک، جایی که گمان می‌رفت نیروهای دشمن متمرکز شده‌اند، عبور می‌کرد، سربازان نیروی ضربت راکسان که مواضع مسدودکننده را پوشش می‌دادند، آماده برخورد با هر نیروی دشمن فراری بودند. علاوه بر این، دو گروه شبه‌نظامی افغان برای تشکیل یک محدوده بیرونی به منظور جلوگیری از فرار جنگجویان القاعده یا جنبش اسلامی ازبکستان که قصد داشتند به پاکستان بروند، انتخاب شدند. عملیات قرار بود ابتدا در ۲۸ فوریه آغاز شود، اما به دلیل بارش شدید برف تا ۲ مارس به تأخیر افتاد.

## نبرد

### ۱ مارس ۲۰۰۲
یک روز پیش از عملیات برنامه‌ریزی شده، دو تک‌تیرانداز ماکو ۳۱ متوجه گروهی از جنگجویان خارجی شدند که موضعی ایجاد کرده و در حال ادارهٔ مسلسل سنگین دوشکا روی قله‌ای بودند که قرار بود پست دیدبانی خود را آنجا برپا کنند. این دوشکا بر ورودی جنوب شرقی دره مشرف بود که هلیکوپترهای شینوک نیروی ضربت راکسان قرار بود ۲۴ ساعت بعد از آنجا عبور کنند و اگر تا آن زمان از بین نمی‌رفت، می‌توانست هلیکوپترهای حامل نیروهای متعارف را سرنگون کند. نیروهای SEAL طرحی را برای کمین به دشمن در تاریکی قبل از سپیده‌دم و پیش از پرواز راکسان‌ها به دره ارائه دادند. روز بعد، ساعت ۴ صبح، سه نیروی SEAL از ماکو ۳۱ به‌طور بی‌صدا به اردوگاه دشمن نزدیک شدند، با این هدف که اندکی پیش از آغاز حمله هوایی صبر کرده و سپس جنگجویان آنجا را از بین ببرند. اما نیروهای SEAL توسط یک شورشی از جنبش اسلامی ازبکستان شناسایی شدند و درگیری مسلحانه‌ای کوتاه رخ داد. در تبادل شدید آتش، تفنگ‌های دو نفر از نیروهای SEAL پس از شلیک یک گلوله گیر کرد. نیروی SEAL سوم دشمن را عقب راند در حالی که همکارانش به سرعت گیرها را رفع کرده و به شلیک ادامه دادند و ۵ نفر از ۷ جنگجوی خارجی را کشتند. با پیوستن یک شورشی دیگر به درگیری مسلحانه و شلیک با یک مسلسل پ‌کاام، تیم SEAL تصمیم گرفت عقب‌نشینی کرده و یک فروند ای‌سی-۱۳۰ را فراخواند که اردوگاه دشمن را با گلوله‌های ۱۰۵ میلی‌متری منهدم کرد. صدای شلیک ای‌سی-۱۳۰ باعث هوشیاری جنگجویان القاعده در سراسر دره شد و آن‌ها شروع به شلیک سلاح‌های‌شان به هوا کردند. با این حال، این اقدام مرگبار بود زیرا گلوله‌های رسام موقعیت آنان را برای تیم‌های AFO فاش کرد و این مکان‌ها برای هدف‌گیری در حملات هوایی آینده ثبت شد.
نیروهای SEAL به اشغال پست دیدبانی ادامه دادند. با جستجوی اردوگاه، آنها دریافتند که جنگجویان القاعده به خوبی مجهز شده‌اند. نیروهای SEAL نه تنها مهمات زیادی برای دوشکا پیدا کردند، بلکه یک تفنگ تک تیرانداز دراگانوف اس‌وی‌دی، چندین تفنگ تهاجمی کلاشنیکف، حداقل یک پرتابگر آرپی‌جی-۷ با چندین گلوله، یک مسلسل پ‌کا و چندین نارنجک نیز پیدا کردند. نیروهای SEAL همچنین به اسنادی برخورد کردند که به هر دو خط عربی و سیریلیک نوشته شده بودند، که نشان می‌داد جنگجویان عرب القاعده و جنگجویان ازبک و چچنی جنبش اسلامی ازبکستان به صورت مشترک عمل می‌کردند و تیم‌های میان‌فرهنگی تشکیل داده بودند. در میان این اسناد، یک دفترچه حاوی دستورالعمل‌هایی برای ساخت بمب‌های دست‌ساز جهت انفجار پل‌ها، ساختمان‌ها، اتوبوس‌ها و خودروها یافت شد.

### ۲ مارس ۲۰۰۲
تیم‌های تک‌تیرانداز کانادایی و آمریکایی و نیروهای افغان شروع به پاکسازی منطقه دره شاهی‌کوت کردند تا نیروهای شورشی را که پس از سقوط رژیم طالبان در دره در حال تجدید قوا بودند، ریشه‌کن کنند.

#### نیروی ضربت چکش/نیروی ضربت سندان

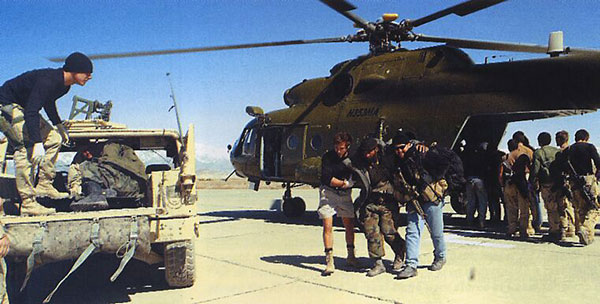
نیروهای ویژه آمریکایی در حال کمک به سربازان افغان در پایگاه هوایی بگرام

حدود نیمه‌شب، واحدهای نیروی ضربت چکش (TF Hammer) سوار وسایل نقلیه خود شدند و پایگاه خود را در گردیز در موقعیت جغرافیایی ۳۳°۳۵′۵۸″ شمالی ۶۹°۱۳′۴۴″ شرقی / ۳۳٫۵۹۹۴۴°شمالی ۶۹٫۲۲۸۸۹°شرقی به مقصد دره شاهی‌کوت در یک کاروان متشکل از ۳۹ کامیون، اتوبوس و سایر وسایل نقلیه ترک کردند. نیروی ضربت چکش متشکل از نیروی بزرگی از شبه‌نظامیان افغان به رهبری ضیا لودین و تیم‌های عملیات ویژه (A-teams) تگزاس ۱۴/ODA 594 و کبرا ۷۲/ODA 372 بود. شرایط جاده به دلیل طوفان برفی اخیر که جاده‌های خاکی را به مسیرهای گلی و لغزنده بدل کرده بود، بسیار بد بود و پیشروی را به ویژه در زمین‌های دشوار چالش‌برانگیز می‌کرد.
در طول حرکت، چندین کامیون گیر کردند و حتی یکی از اتوبوس‌های بزرگ واژگون شد که منجر به مجروح شدن تعدادی از جنگجویان شد. فرماندهان دستور دادند تا کامیون‌ها چراغ‌های جلو خود را روشن کنند که این امر عنصر غافلگیری را از بین برد. با ادامه حرکت، نیروی ضربت چکش به علت مشکلات حمل و نقل دچار عدم انسجام واحد شد. یک کاروان به رهبری استنلی ال. هریمن از گروه سوم نیروهای ویژه، از نیروی اصلی نیروی ضربت چکش جدا شد تا به پست دیده‌بانی تعیین‌شده برسد. یک فروند ای‌سی-۱۳۰ با اسم رمز گریم ۳۱ که وظیفه شناسایی و پشتیبانی آتش را برعهده داشت، کاروان هریمن را شناسایی کرد و به علت نقص در سامانه ناوبری اینرسیایی خود، تصور کرد که در مکانی دور از نیروهای خودی است (این به دلیل مشکلی در پنل‌های «درخشش» بود که می‌بایست کاروان را به عنوان نیروهای آمریکایی شناسایی می‌کردند).). گریم ۳۱ بر روی ستون شلیک کرد که منجر به مرگ هریمن به واسطه آتش خودی و زخمی‌شدن تعدادی از شبه‌نظامیان افغان و نیروهای ویژه آمریکایی شد.
بدنه اصلی نیروی ضربت چکش حدود ساعت ۰۶:۱۵ به نقطه قبل از حمله خود رسید و منتظر بمباران هوایی ۵۵ دقیقه‌ای برنامه‌ریزی‌شده‌ای بر روی مواضع دشمن شد. سوءتفاهم بین تگزاس ۱۴ و فرماندهی بالاتر به این معنا بود که بمباران به‌طور وسیع انجام نشد و تنها شش بمب استفاده شد. این مشکل به دلیل گیر کردن یکی از بمب‌ها در محفظه پرتاب بمب‌افکن بی-۱بی هنگام بمباران بود. هواپیمای بعدی در صف منتظر ماند تا بی-۱بی مجوز رهاسازی بمب و چرخش مجدد را دریافت کند. در این مدت، هر دو بمب‌افکن به‌همراه دو فروند اف-۱۵ئی اعلام کردند که یک پیام «خاموش کردن» دریافت کرده‌اند که به آنها دستور توقف بمباران را می‌داد. یکی از خلبانان اف-۱۵ئی بعداً تأیید کرد که این ممکن است دستوری برای گریم ۳۱ به‌منظور توقف شلیک باشد. این کمبود در پشتیبانی هوایی موجب تضعیف روحیه افغان‌ها و ناامیدی نیروهای ویژه شد. جنگجویان افغان که در کامیون‌ها حضور داشتند، توسط آتش خمپاره‌ای که از پیش برای هدف‌گیری نقاط ثابت در مسیر تنظیم شده بود، مورد اصابت قرار گرفتند. تلفات افغان‌ها به چهل کشته و زخمی یا بیشتر رسید.
در این مرحله، مشخص شد که جنگجویان القاعده انتظار حمله را داشته‌اند. آتش شدید سلاح‌های سبک و خمپاره، همراه با فقدان پشتیبانی هوایی نزدیک، باعث پراکندگی نیروهای افغان نیروی ضربت چکش و عدم تمایل آنان به پیشروی بیشتر شد. این وضعیت نشان‌دهنده چالش‌های مشابهی بود که در نبرد تورا بورا تجربه شده بود، جایی که شبه‌نظامیان افغان به‌طور مشابه در مواجهه با مقاومت دشمن از پیشروی خودداری کرده بودند. با توجه به عدم امکان تغییر در عملیات آغاز شده، حمله به دره شاهی‌کوت باید توسط نیروهای نیروی ضربت سندان (TF Anvil) انجام می‌گرفت.

#### نیروی ضربت راکسان

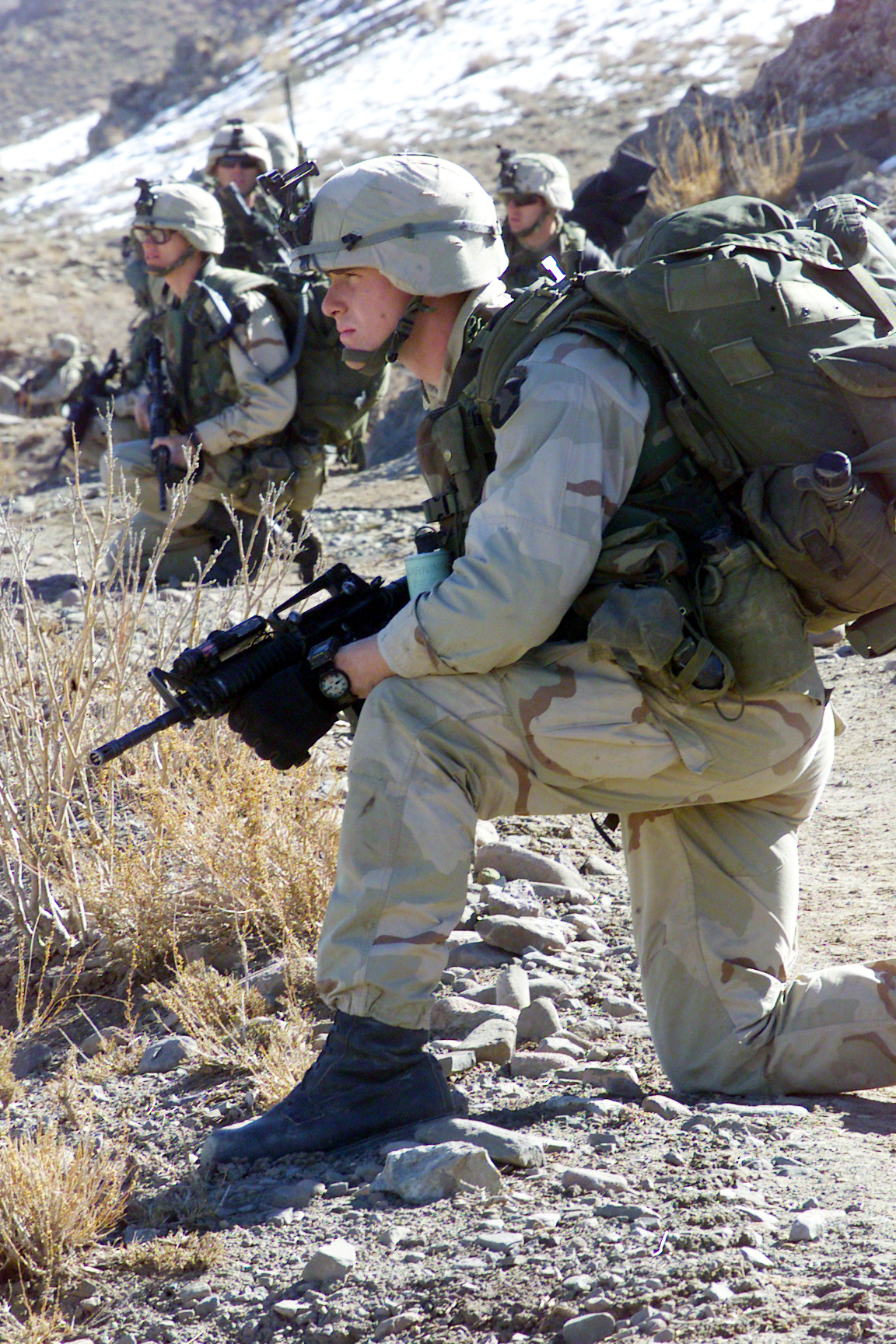
یک سرباز آمریکایی از گردان اول، هنگ ۱۸۷ پیاده‌نظام، لشکر ۱۰۱ هوابرد، در طول توقفی در راهپیمایی جاده‌ای در عملیات آناکوندا، حرکات دشمن را زیر نظر دارد.

ساعت ۰۵:۰۰، نیروهای تهاجمی نیروی ضربت راکسان (TF Rakkasan) سوار هلیکوپترهای ترابری شینوک خود در پایگاه هوایی بگرام شدند و به سمت جنوب به سوی دره شاهی‌کوت پرواز کردند. هوا سرد و ابری بود و سربازان برای گرم نگه داشتن خود، لباس‌های گرم پوشیده بودند. شش فروند شینوک حامل نیروهای راکسان توسط دو هلیکوپتر بلک‌هاوک و چندین هلیکوپتر آپاچی همراهی می‌شدند. در طول پرواز به دلیل مه‌آلود بودن هوا، هلیکوپترها با مشکلات جدی مواجه شدند و به نحوی، شینوک‌ها از ورودی دره بدون حضور آپاچی‌ها عبور کردند و نیروهای راکسان مجبور شدند در مناطق فرود «داغ» (مناطقی که احتمال درگیری با شورشیان وجود داشت) قرار گیرند. شش فروند شینوک پراکنده شدند و به سوی مناطق فرود خود حرکت کردند. هم‌زمان که تیم امنیتی برای ایمن‌سازی مناطق فرود هجوم آورد، فرمانده نیروی ضربت راکسان با نگرانی دره را مشاهده کرد. او دریافت که هیچ نشانه‌ای از غیرنظامیان در شهرهای پایین دست وجود ندارد؛ نه رنگ، نه دود، نه حیوانات، نه لباس‌های آویزان – هیچ‌چیز نشان‌دهنده زندگی انسان‌ها در آنجا نبود. مشخص شد که غیرنظامیان جابه‌جا شده‌اند و فقط مبارزان دشمن در منطقه حضور دارند.
ساعت ۰۶:۳۰، اولین موج نیروهای راکسان و کوهستانی از طریق هلیکوپترهای شینوک در امتداد لبه‌های شرقی و شمالی دره فرود آمدند تا در مواضع مسدودکننده مشخص شده منتظر جنگجویان فراری باشند. به نظر می‌رسید که تروریست‌ها غافلگیر شده بودند و در ابتدا به شینوک‌ها شلیک نکردند، احتمالاً به دلیل اینکه حواسشان با پیشروی نیروی ضربت چکش یا به خاطر ارتباط ناهماهنگ بین جنگجویان خارجی پرت شده بود. این سردرگمی فرصت مناسبی را برای استقرار مواضع امنیتی در اطراف مناطق فرود هلیکوپترها فراهم کرد و اولین شلیک‌ها با بلند شدن و پرواز شینوک‌ها صورت گرفت. چون نیروی ضربت چکش مأموریت خود را لغو کرده بود، آن‌ها پس از فرود با آتشی سنگین‌تر از حد انتظار مواجه شدند و توسط آتش سنگین خمپاره زمین‌گیر و در طول روز درگیر یک نبرد مسلحانه شدید شدند.هلیکوپترهای آپاچی که در حال گشت‌زنی بودند تلاش کردند تیم‌های خمپاره‌انداز دشمن را سرکوب کنند، اما با دیواری از آرپی‌جی و شلیک گلوله‌های ۱۲.۷ میلی‌متری روبرو شدند و یک آپاچی تمام تجهیزات الکترونیکی خود را در اثر اصابت آرپی‌جی از دست داد. به‌جای ۲۰۰ تا ۲۵۰ جنگجو که ابتدا انتظار می‌رفت، پس از ارزیابی مشخص شد که منطقه حاوی ۷۵۰ تا ۱۰۰۰ تروریست است که در ارتفاعات اطراف دره سنگر گرفته‌اند. شورشیان از توپ‌های ضدهوایی ZPU-1، دوشکا و سلاح‌های سبک خود برای مقابله با هلیکوپترهای تهاجمی پشتیبان راکسان‌ها استفاده کردند.

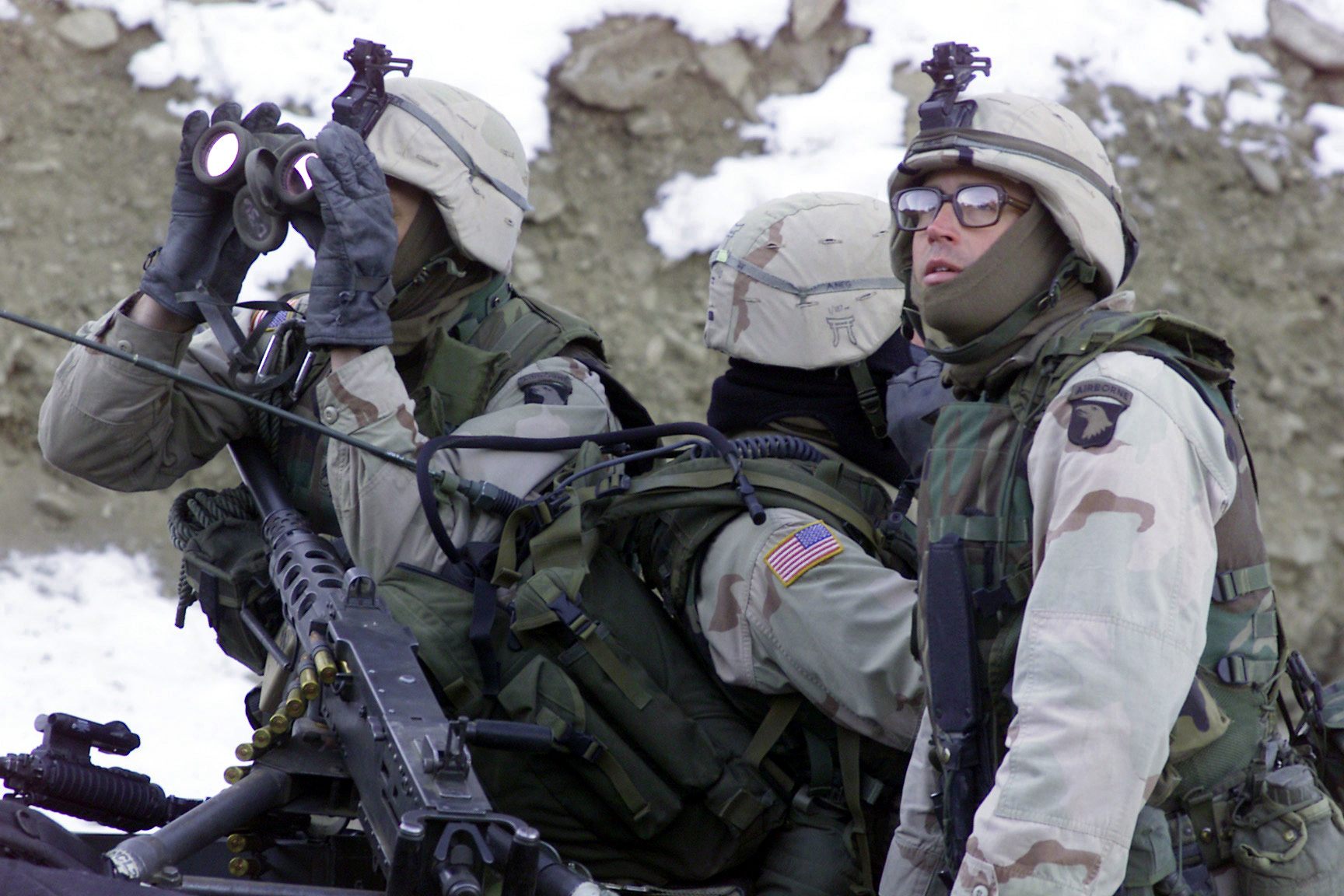
سربازان آمریکایی از گردان اول، هنگ ۱۸۷ پیاده‌نظام، لشکر ۱۰۱ هوابرد، در طول عملیات آناکوندا، خط‌الراس را برای یافتن نیروهای دشمن جستجو می‌کنند.

جنگجویان القاعده از تاکتیکی که از مجاهدین افغان در زمان جنگ شوروی در افغانستان آموخته بودند، استفاده کردند. آن‌ها موشک‌های آرپی‌جی خود را به هوا شلیک کرده و از مکانیسم خودتخریبی استفاده می‌کردند که پس از عبور از مسافت مشخص (۹۲۰ متر)، سرهای جنگی را به طور خودکار منفجر می‌کرد. شورشیان با این روش، گلوله‌ها را برای انفجار در نزدیکی هلیکوپترها تنظیم می‌کردند تا به اجزای هیدرولیک و الکتریکی آن‌ها با انفجارهای مرگبار ترکش آسیب برسانند. علاوه بر این، تروریست‌ها رگبارهای آرپی‌جی را درست جلوی آپاچی‌ها شلیک می‌کردند، تاکتیک قدیمی دیگری از مجاهدین که عبور ایمن از دره را برای آپاچی‌ها دشوار می‌کرد. دو فروند آپاچی مجبور شدند به دلیل آتش سنگین آرپی‌جی و مسلسل، در اوایل روز اول به پایگاه بازگردند. پس از بازگشت، خدمه بیش از ۳۰ سوراخ گلوله در بدنه یکی از هلیکوپترها به‌علاوه آسیب ناشی از آرپی‌جی به سمت چپ آن یافتند. به گفته استیو کال، روزنامه‌نگار، به دلیل استقبال خصمانه شدید، تنها دو فروند از هشت فروند هلیکوپتر شینوک برنامه‌ریزی شده توانستند در مناطق فرود تعیین شده خود فرود آیند، با این حال، این موضوع مورد اختلاف است زیرا منابع دیگر اذعان می‌دارند که تنها شش فروند شینوک حضور داشتند و همه آن‌ها بدون حادثه و با موفقیت فرود آمدند.
علی‌رغم مقاومت شدید، نیروی ضربت راکسان (Task Force Rakkasan) موفق شد تا اواسط صبح مواضع مسدود کننده خود را در شمال ایمن کند. حضور تیم‌های AFO در مکان‌های استراتژیک مرتفع نقش مهمی در جلوگیری از غلبه دشمن بر پیاده‌نظام ایفا کرد.  ژنرال هاگنبک، مسئول عملیات، در حال فکر کردن به لغو مأموریت بود. اما پیت بلبر، فرمانده AFO، از طریق بی‌سیم با وی صحبت کرد و او را متقاعد به تغییر نظر نمود. بلبر اصرار داشت که این یک فرصت یک‌بار‌در‌زندگی در میدان نبرد است و قصد دارد تا تیم‌های خود را در دره شاهی‌کوت نگه دارد و عملیات نابودی دشمن را از طریق حملات هوایی تا رفع تهدید ادامه دهد. در طول روز، سربازان نیروی ضربت راکسان بی‌وقفه جنگیدند و AFOها با فراخواندن حملات هوایی به مواضع القاعده، پشتیبانی پایدار ارائه کردند.  هلیکوپترهای آپاچی نیز در حفاظت از نیروهای راکسان در کف دره، طی نبردی سخت، نقش بسزایی داشتند. تنها مسئله‌ای که برای AFO مایه‌ی ناامیدی بود، این بود که تیم مراقبت نبرد راکسان نسبت به درخواست‌های AFO و تیم‌های شناسایی دیگر نیروهای عملیات ویژه درون و اطراف دره، اولویت فراخواندن حملات هوایی را داشت.
نیروهای گردان اول هنگ ۸۷ پیاده‌نظام در مناطق فرود جنوبی با شدیدترین درگیری‌ها مواجه شدند. سربازان در کف دره سپس حرکت کرده و دوباره به سمت شمال گشت‌زنی را آغاز کردند و حدود ۵۰ متر دیگر پیشروی کردند که یک آرپی‌جی از دامنه کم ارتفاعی در شرق شلیک شد. این گلوله به نزدیکی حدود ۱۰ سرباز، از جمله دو نیروی استرالیایی و بیشتر فرماندهان آمریکایی رسید و در میان برف و گل بین آن‌ها فرود آمد، اما منفجر نشد. سپس نیروهای القاعده با یک دوشکا اقدام به شلیک کرده و نیروهای زمینی به سمت تنها پوشش موجود در کف دره که به «نیم‌لوله جهنم» معروف شد، پناه بردند. در این درگیری، گروهبان آندری روپل و متخصص ویلیام گراچی، که اخیراً از جوخه شناسایی دوربرد لشکر منتقل شده بودند، جوخه را تحت آتش به سمت خط‌الراسی بالای «نیم‌لوله» هدایت کردند. روپل توانست ناظر دشمن را که آتش خمپاره را به «نیم‌لوله» هدایت می‌کرد، بکشد و او و جوخه‌اش اکنون می‌توانستند زمین‌های اطراف را ببینند. روپل بعداً به خاطر اقداماتش مدال ستاره برنزی با نشان شجاعت دریافت کرد. انتظار می‌رفت که توانایی آتش غیرمستقیم دشمن بسیار محدود باشد و به همین دلیل تنها یک خمپاره ۱۲۰ میلی‌متری در موج اول آورده شد. پشتیبانی آتش اصلی برای نیروها توسط دو فروند هلیکوپتر آپاچی از گردان سوم هنگ ۱۰۱ هوانوردی، تیپ ۱۵۹ هوانوردی انجام می‌شد.
هنگامی که پیشاهنگان AFO منطقه جنوبی نزدیک دامنه تاکور غار، کوه برجسته در دره، را بررسی می‌کردند، با صحنه‌ای غیرعادی مواجه شدند. در میان جنگجویان القاعده، آنها یک جنگجوی زن را مشاهده کردند، رویدادی نادر که اغلب در میان نیروهای طالبان و القاعده در افغانستان دیده نمی‌شد. این زن، حدوداً سی و چند ساله، با موهای دم اسبی، روسری بلندی که تا زانوهایش آویزان بود و یک AK-47 که بر پشتش آویزان بود، در منطقه حضور داشت. علی‌رغم مسلح بودن، او درگیر جنگ نبود؛ در عوض، او روی طاقچه‌ای در پای کوه نشسته و مشغول آشپزی بود. سایر جنگجویان دشمن که به‌طور فعال به پیشاهنگان آمریکایی تیراندازی می‌کردند، برای صرف غذا به او ملحق می‌شدند و سپس به مواضع خود بازمی‌گشتند. هنگامی که پیشاهنگان آماده حرکت شدند، از جوخه خمپاره‌انداز هنگ ۱۸۷ پیاده‌نظام مستقر در «نیم‌لوله» درخواست پشتیبانی خمپاره‌ای کردند و موقعیت زن و سایر جنگجویان القاعده در مجاورت آن را منهدم کردند.
مارتین «جاک» والاس از هنگ سرویس هوایی ویژه استرالیا به خاطر اقداماتش در طول درگیری‌ها مدال شجاعت دریافت کرد. هنگامی که یک تیم خمپاره‌انداز از گردان ۱–۸۷ پیاده‌نظام تحت آتش خمپاره دشمن قرار گرفت، والاس با به خطر انداختن خود، برخی از مجروحان را با کشیدن آن‌ها به بستر رودخانه جمع‌آوری کرد و سپس همراه با یک افسر رابط دیگر از SASR زخم‌های آن‌ها را پانسمان کرد. در طول روز، کنترل‌کننده‌های هوایی تاکتیکی (TACP) و تیم‌های نیروهای ویژه که از روز قبل به منطقه نفوذ کرده بودند، در هماهنگی و فراخوانی حملات هوایی از هواپیماهای بی-۱، بی-۵۲، اف-۱۵، اف-۱۸ و اف-۱۶ کمک کردند و تلفات سنگینی به جنگجویان طالبان و القاعده وارد آوردند، اما نتوانستند آنها را کاملاً ساکت کنند. پس از اینکه تقریباً موقعیت آنها تصرف شد، مردان در مناطق فرود جنوبی در موقعیتی ناامیدکننده قرار گرفتند، تمام روز زمین‌گیر شدند و مهمات کم آوردند. پشتیبانی پس از تاریکی شب در قالب یک هواپیمای توپدار AC-130U فرا رسید که برخلاف جت‌های سریع‌تر در طول روز، توانایی پرواز طولانی مدت بر فراز منطقه و فراهم‌کردن قدرت آتش پایدار را داشت تا نیروها بتوانند تحت پوشش تاریکی با هلیکوپتر منتقل شوند. این گروه متحمل ۳۵ مجروح شد (دو گروه توسط هلیکوپترهای امداد و نجات رزمی PaveHawk تخلیه شدند) و خوشبختانه هیچ کشته‌ای نداشت.

### ۳ و ۴ مارس ۲۰۰۲

#### نبرد کوه تاکور غار
در روز دوم عملیات، ژنرال هاگنبک و سرهنگ ویرچینسکی تصمیم گرفتند تغییراتی اعمال کنند. به دلیل مجروحیت بسیاری از سربازان در موضع مسدودکننده جنوبی هنگ ۱۸۷ پیاده‌نظام، هاگنبک تصمیم گرفت نیروها را از انتهای جنوبی دره به موضع شمالی منتقل کند تا به تیپ سوم لشکر ۱۰۱ هوابرد در پاکسازی از شمال به جنوب کمک کنند. گردان ۱۸۷ پیاده‌نظام به فرماندهی سرهنگ دوم ران کورکران حدود ساعت ۸ شب در ۳ مارس به منطقه شمالی رسید و پاکسازی محتاطانه خود را به سمت جنوب آغاز کرد و با مقاومتی روبه‌رو نشد. مشخص گردید که مدافعان کف دره را ترک کرده‌اند. تا پایان روز، آن‌ها توانستند مسیری امن به سمت دامنه کوه تاکور غار باز کنند و اطلاعات بهتری از تروریست‌ها به‌دست آوردند که مشخص شد قوای بیشتری نسبت به پیش‌بینی‌های قبلی داشتند.
ژنرال هاگنبک نیز اقداماتی برای رفع مشکلاتی که در روز اول عملیات برای تیم حمله هوایی پیش آمده بود، انجام داد. هلیکوپترهای آپاچی آسیب‌های جدی دیده بودند و معلوم شد که هواپیماهای AC-130 در برابر آتش زمینی آسیب‌پذیر هستند که آن‌ها را برای عملیات‌های روزانه نامناسب می‌سازد. همچنین، تعداد کافی از تیم‌های مراقبت نبرد نیروی هوایی برای برآورده کردن نیاز به حملات دقیق علیه مواضع القاعده در دسترس نبود. برای رفع این مشکلات، سنتکام پنج فروند هواپیمای A-10 تاندربولت II را مستقر کرد. این هواپیماها علاوه بر مقاومت بیشتر در برابر آتش زمینی، قادر بودند تا در طول روز بر فراز میدان نبرد بمانند و حملات دقیق را بدون نیاز به کمک تیم‌های مراقبت نبرد انجام دهند.
در اواخر شب ۳ مارس، سرهنگ دوم پیت بلبر یک اطلاعیه از سرتیپ گرگوری تربون، فرمانده نیروی ضربت ۱۱ (TF 11)، دریافت کرد که دو تیم آتش SEAL به فرماندهی ناوسروان ویک هایدر قرار است وارد دره شاهی‌کوت شوند. دو تیم SEAL، یعنی ماکو ۳۰ و ماکو ۲۱، برنامه داشتند تا پست دیدبانی در دو انتهای دره ایجاد کنند. یکی از تیم‌ها به سمت قله تاکور غار می‌رفت که بر ورودی جنوبی به دره شاهی‌کوت مسلط بود. با توجه به محدودیت‌های زمانی، برای رسیدن تیم‌ها به قله قبل از طلوع آفتاب، نیاز به ورود با هلیکوپتر وجود داشت. هایدر درخواست کرد که ورود به ۲۴ ساعت بعد، یعنی شب بعد، موکول شود، اما تاکید شد که ورود برای ارائه پشتیبانی نیروهای عملیات ویژه به عملیات حیاتی است. در ابتدا، نقطه ورودی در فاصله ۱۴۰۰ متری (۱۵۰۰ یارد) از شرق قله شناسایی شد، اما به دلیل محدودیت‌های زمانی غیرقابل کنترل، تیم SEAL ماکو ۳۰ مجبور شد به خود قله وارد شود. اگرچه تصاویر هوایی هیچ نشانه‌ای از فعالیت در قله تاکور غار نشان نمی‌داد، ناوسروان هایدر بر اساس پروتکل عملیات ویژه به تیم دستور داد که در صورت مشاهده هرگونه نشانه فعالیت، مأموریت لغو شود.
تیم آتش SEAL، ماکو ۳۰، در ساعت ۲۳:۲۳ در ۳ مارس وارد هلیکوپتر شینوک شد. اما در این بین، شینوک با مشکلات موتوری مواجه شد و شینوک‌های جدیدی برای جایگزینی اعزام شدند. این تأخیر به معنای عدم توانایی نیروهای SEAL در ورود به منطقه فرود شرق قله تا ساعت ۰۲:۳۰ در ۴ مارس بود، که زمان کافی برای رسیدن به قله پیش از روشنایی روز را فراهم نمی‌کرد. به بلبر اطلاع داده شد که نیروهای SEAL مجبور به ورود به قله شدند تا دستور عملیات ماکو ۳۰ در شب آن روز را اجرا کنند. یک هواپیمای ای‌سی-۱۳۰ به نام نیل ۲۲ قله را بررسی کرد و بدون مشاهده فعالیت دشمن، قله را امن اعلام کرد. سپس پیش از ورود شینوک، برای پشتیبانی از نیروهای دیگر فراخوانده شد.
تقریباً ساعت ۰۳:۰۰، شینوک تلاش کرد در بالای کوه فرود آید. در حین نزدیک شدن، خلبانان و نیروهای SEAL ردپاها در برف و سایر نشانه‌های فعالیت انسانی را مشاهده کردند. در حالی که آن‌ها درباره لغو احتمالی مأموریت بحث می‌کردند، هلیکوپتر مورد هدف آتش مؤثر آرپی‌جی قرار گرفت. دو گلوله آرپی‌جی به هلیکوپتر اصابت کرد و یکی از موتورهای آن، سیستم الکتریکی و سیستم‌های هیدرولیک را از کار انداخت. ملوان نیل سی. رابرتز هنگام مانور فرار خلبان، از رمپ باز به بیرون سقوط کرد. آن‌ها ابتدا سعی کردند برگردند و او را نجات دهند، ولی به دلیل آسیب موتور، کنترل هلیکوپتر امکان‌پذیر نبود و مجبور به فرود اضطراری در دره پایین‌دست، حدود ۴ مایلی آنجا، شدند. تیم SEAL ماکو ۳۰ با سازماندهی مجدد، توسط واحدهای نزدیک به شینوک دیگری منتقل شد تا به تاکور غار برگردند و به جستجوی رابرتز بپردازند. یک تا سه دقیقه پیش از رسیدن ماکو ۳۰، به ای‌سی-۱۳۰ دستور داده شد تا به گروه‌های بزرگ جنگجویان دشمن که در بالای کوه ظاهر شده بودند، حمله کند. هنگامی که شینوک نیروهای SEAL را در بالای کوه پیاده کرد، آنها بلافاصله تحت آتش سنگین قرار گرفتند و گروهبان اپراتور مراقبت نبرد نیروی هوایی، جان ای. چپمن، به همراه دو نیروی SEAL، به شدت مجروح شدند. ماکو ۳۰ به دلیل آتش سنگین و آسیب وارده مجبور به ترک قله شد. نیروی واکنش سریع تکاور (QRF) مستقر در پایگاه هوایی بگرام و به رهبری سروان نیت سلف، برای جستجوی نیروی SEAL که از هلیکوپتر سقوط کرده بود و در بالای کوه تنها مانده بود، فراخوانده شد.
در این زمان، فرماندهی تصمیم گرفت که فرکانس‌های ارتباطات بی‌سیم ماهواره‌ای را تغییر دهد، که واحدهای مختلف از جمله تیم‌های AFO در مواضع شناسایی خود برای هدایت و تطبیق مأموریت به آن وابسته بودند. یکی از ژنرال‌های مسئول کلی رویدادهای تاکور غار دستور داد فرکانس‌های بی‌سیم تغییر کند تا از اصلاح طرح و نقشه عملیات جلوگیری شود. اگرچه هدف از این تغییر ممکن بود تقویت کنترل مستقیم بر عملیات نجات نیروی SEAL سرنگون شده در بالای تاکور غار باشد، اما اثر مهم آن محدودکردن شدید ارتباطات بین تیم‌های مختلف شرکت‌کننده در نبرد بود.

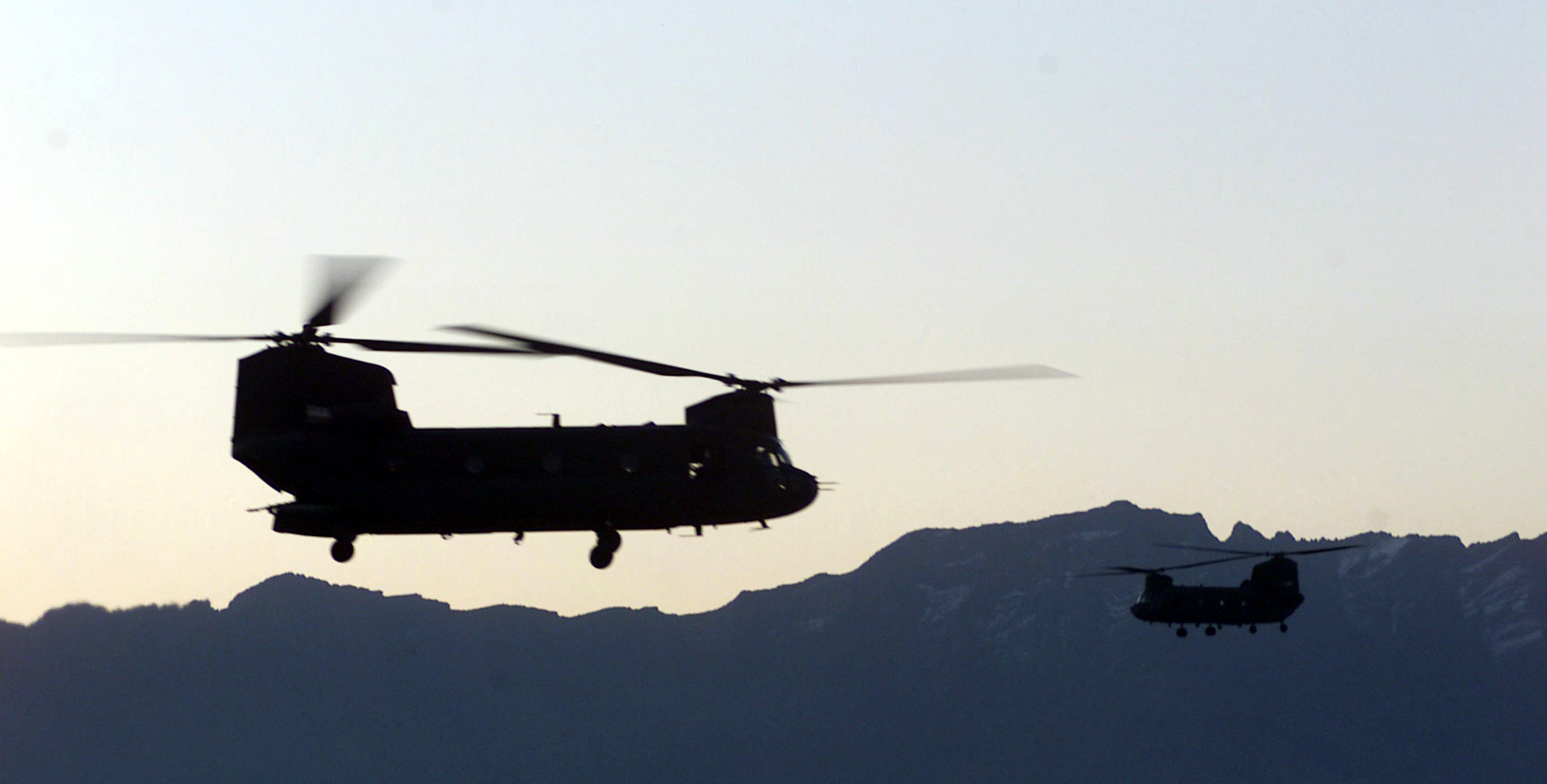
هلیکوپترهای CH-47 شینوک در اوایل صبح در پشتیبانی از عملیات آناکوندا، مارس ۲۰۰۲، به پرواز در می‌آیند.

ساعت ۰۳:۴۵، نیروی واکنش سریع تکاور به منطقه اعزام شد. اگرچه مأموریت مشخصی به آنها داده نشده بود، اما قرار بود پس از رسیدن به گردیز، که ۱۰ دقیقه با کوه فاصله داشت، برای دریافت دستورالعمل‌های بیشتر ارتباط برقرار کنند. نیروی واکنش سریع متشکل از ۱۹ تکاور، یک تیم کنترل هوایی تاکتیکی (Tacp) و یک تیم تاکتیک‌های ویژه نیروی هوایی متشکل از سه نفر بود که توسط دو فروند شینوک، ریزر ۰۱ و ریزر ۰۲ حمل می‌شدند. از آنجایی که قوانین نیروی هوایی پس از سقوط یک فروند AC-130 در خفجی در جنگ خلیج فارس، هواپیماهای ای‌سی-۱۳۰ را از ماندن در حریم هوایی متخاصم در روز منع می‌کرد، ای‌سی-۱۳۰ که از ماکو ۳۰ پشتیبانی می‌کرد مجبور شد قبل از رسیدن ریزر ۰۱ به منطقه فرود، آنجا را ترک کند، اگرچه فرماندهی عملیات از ورود ریزر ۰۱ آگاه بود. شینوک‌های ریزر به بی‌سیم‌های ماهواره‌ای کارآمد برای حفظ ارتباط با ستاد در بگرام یا مهم‌تر از همه، رهبر تیم AFO مجهز نبودند. به‌علاوه، هیچ اطلاعاتی درباره موقعیت ضدهوایی دشمن در بالای کوه به خلبان ریزر ۰۱ داده نشده بود. به دلیل مشکلات ارتباطات ماهواره‌ای، ریزر ۰۱ به اشتباه به منطقه فرود «داغ» در قله در موقعیت جغرافیایی ۳۳°۲۰′۳۴″ شمالی ۶۹°۱۲′۴۹″ شرقی / ۳۳٫۳۴۲۷۸°شمالی ۶۹٫۲۱۳۶۱°شرقی هدایت شد. به همین دلیل، ریزر ۰۱ به همان تله‌ای وارد شد که نیروهای SEAL در آن به دام افتاده بودند، بدون اینکه اطلاعی از وضعیت به آن‌ها داده شود.
تقریباً ساعت ۰۶:۱۰، ریزر ۰۱ به منطقه فرود رسید. هلیکوپتر بلافاصله مورد اصابت گلوله قرار گرفت و توپچی مینی‌گان در سمت راست، گروهبان فیلیپ سویتک، با آتش سلاح‌های سبک کشته شد. فیلم پهپاد از این حادثه نشان داد که گروهبان جان ای. چپمن، که به شکل بدی مجروح شده بوده، در حین فرود ریزر ۰۱، آتش را از آن دور می‌کند. این اقدام او مدال افتخار کنگره را برایش به ارمغان آورد. سپس یک گلوله آرپی‌جی به هلیکوپتر اصابت کرد، موتور سمت راست را منهدم کرد و آن را مجبور به فرود اضطراری کرد. با خروج تکاوران و تیم تاکتیک‌های ویژه از هواپیما، سرباز مت کامنز، که پس از مرگ به درجه سرجوخه ارتقا یافت، گروهبان برد کروز و متخصص مارک اندرسون نیز کشته شدند و در مجموع سه تکاور در این عملیات تلفات دادند. خدمه بازمانده و نیروی واکنش سریع ابتدا تلاشی جسورانه برای حمله به مواضع طالبان انجام دادند، اما با مقاومت شدید سنگرهای پنهان شورشیان مواجه شدند که آن‌ها را مجبور به عقب‌نشینی و پناه‌گرفتن در یک تپه کرد و درگیری مسلحانه شدیدی میان دو طرف آغاز شد. ریزر ۰۲، که در حین فرود ریزر ۰۱ در تاکور غار به گردیز منحرف شده بود، با بقیه نیروی واکنش سریع و ناوسروان هایدر در ساعت ۰۶:۲۵ بازگشت. با کمک تازه‌واردها و پشتیبانی هوایی نزدیک، نیروها توانستند موقعیت خود را در قله تثبیت کنند. دسته ۲ نیروی واکنش سریع به سمت کوه حرکت کرد تا به دسته ۱ کمک کند. جت‌های نیروی هوایی با مسلسل‌های خود، به صورت تک به تک، آتش سرکوبگر را بر فراز قله فراهم می‌کردند، زیرا ماکو ۳۰ کمتر از ۱۰۰ متر (۱۱۰ یارد) در شمال قله و دسته ۱ با شینوک سرنگون شده‌اش کمتر از ۱۰۰ متر در جنوب قله قرار داشت. هایدر به رهبر دسته ۲ دستور داد مأموریت را به سمت کوه ادامه دهد و به تنهایی حرکت کرد تا با ماکو ۲۱ ارتباط برقرار کند تا به حرکت آن تیم از قله کمک کند. یک ضدحمله دشمن در اواسط روز، سرباز جیسون دی. کانینگهام را به شدت مجروح کرد. به دلیل خطر سرنگونی هلیکوپترهای دیگر، از تخلیه پزشکی مجروحان در ساعات روز خودداری شد. ماکو ۳۰ و ناوسروان هایدر با مجروحان خود از کوه پایین آمدند. ماکو ۲۱، با وجود تهدید عناصر دشمن در نزدیکی، هیپوترمی و شوک پرسنل مجروح، و در شرایطی که تقریباً ۳۰ اینچ برف بر زمین‌های ناهموار قرار داشت، مکانی مناسب برای فرود شینوک‌ها یافت. تیم SEAL استحکامات دفاعی را ایجاد کرد، تلاش کرد مجروحان را گرم نگاه دارد و منتظر تاریکی شب شد تا عملیات نجات انجام شود.
سربازان هنگ سرویس هوایی ویژه استرالیا (SASR) که با یک اپراتور مراقبت نبرد نیروی هوایی ایالات متحده همراه شده بودند، پیش از سقوط اولین هلیکوپتر، به عنوان بخشی از یک مأموریت شناسایی دوربرد، به منطقه نفوذ کرده بودند. آنها در طول درگیری مسلحانه در یک پست دیدبانی شناسایی نشده باقی ماندند و در هماهنگی حملات هوایی متعدد ائتلاف برای جلوگیری از غلبه جنگجویان القاعده بر هواپیمای سرنگون شده، با اثرات ویرانگر، حیاتی بودند. این موضوع، به علاوه اقدامات دو افسر SASR که با لشکر ۱۰ کوهستان کار می‌کردند، مدال ستاره برنزی ایالات متحده را برای فرمانده نیروی SASR استرالیا در افغانستان به خاطر مشارکت برجسته واحدش در جنگ علیه تروریسم به ارمغان آورد. سربازان استرالیایی قبل از ورود از نرم‌افزار «واقعیت مجازی» برای تمرین مأموریت استفاده کرده بودند و این امر به آگاهی موقعیتی آنها در تاریکی و شرایط آب و هوایی نامناسب کمک شایانی کرد. این اولین باری بود که از این قابلیت برای یک مأموریت رزمی زنده استفاده می‌شد.
حدود ساعت ۲۰:۰۰، نیروی واکنش سریع و ماکو ۳۰/۲۱ از قله تاکور غار خارج شدند. در نتیجه این اقدام، هم گروهبان فنی چپمن و هم سرباز کانینگهام نشان صلیب نیروی هوایی، دومین نشان عالی شجاعت، را دریافت کردند. در سال ۲۰۱۸، نشان صلیب نیروی هوایی چپمن به مدال افتخار ارتقا یافته و او پس از مرگ به درجه گروهبان یکم ارتقا درجه یافت. منابع آمریکایی و افغان بر این باورند که حداقل ۲۰۰ جنگجوی طالبان و القاعده در حمله اولیه و مأموریت نجات بعدی کشته شدند.
همچنین در ۴ مارس، گردان دوم راکسان‌ها از طریق هوا به انتهای شرقی دره حمله کرده و بلافاصله با پوشش آپاچی‌ها به ارتفاعات حمله کردند. در همین حال، گردان سوم در انتهای شمالی دره پیاده شد تا با نیروهای گیر افتاده در مواضع مسدودکننده ارتباط برقرار کند. راکسان‌ها با بهره‌گیری از حمایت ۱۶ فروند آپاچی، ۵ فروند هلیکوپتر کبرا تفنگداران دریایی ایالات متحده و چندین فروند هواپیمای تهاجمی زمینی ای-۱۰، به‌صورت نظام‌مند حدود ۱۳۰ غار، ۲۲ سنگر و ۴۰ ساختمان را پاکسازی کردند تا در نهایت دره را امن سازند.

#### سرنوشت رابرتز
هنوز مشخص نیست آیا این ملوان بلافاصله جان باخت یا توسط سربازان دشمن کشته شد. این احتمال مطرح است که رابرتز توسط جنگجویان القاعده اسیر و سپس با شلیک گلوله‌ای به پشت سر اعدام شده باشد، اما این گزارش هنوز تأیید نشده است. سرلشکر فرانک هاگنبک تأیید کرد که در تصاویر ویدیویی زنده از یک پهپاد پرداتور، جنگجویان القاعده در حال تعقیب و پس از آن جابجا کردن جسد رابرتز مشاهده شدند. تصویر دیگری از همان پهپاد پرداتور نشان داد که موج گرمایی از سر لوله یک تفنگ خارج شده و پیکر ناشناسی در مقابل آن سقوط کرد. علاوه بر این، سربازان واکنش سریع گزارش دادند که جنگجویانی را مشاهده کرده‌اند که تجهیزات رابرتز را بر تن داشتند و همچنین «کلاهی با سوراخ گلوله یافتند که نشان می‌داد آخرین نفری [رابرتز] که آن را پوشیده بود، به سرش شلیک شده است.» فیلم پهپاد پرداتور همچنین این احتمال را مطرح کرد که گروهبان جان چپمن پس از ترک نیروهای SEAL، زنده بوده و در قله می‌جنگیده است، نه اینکه همان‌طور که ماکو ۳۰ تصور می‌کرد، بلافاصله کشته شده باشد. چپمن در حال جنگیدن در یک سنگر در برابر چندین دشمن دیده شد، قبل از اینکه به فضای باز قدم بگذارد و برای آخرین بار در برابر آتش سلاح‌های سبک دشمن مقاومت کند تا به هلیکوپتر نیروی واکنش سریع فرصت فرار بدهد.
در مقاله‌ای به‌نام «موانع فناوری: مطالعه موردی نبرد تاکور غار» که توسط اندرو میلانی (فرمانده سابق هنگ ۱۶۰ عملیات ویژه) و دکتر استفن دی. بیدل نوشته شده است، یادآوری می‌شود که پهپاد پرداتور ۹۰ دقیقه پس از سقوط رابرتز در محل حاضر شد. تصاویری که قبل از رسیدن پرداتور گرفته شده بود، توسط دوربین‌های مادون قرمز گریم ۳۲ ضبط شده بود، هرچند این موضوع هنوز توسط فرماندهان تأیید نشده است.

### ۵ مارس ۲۰۰۲
آخرین تیم AFO باقی مانده در دره شاهی‌کوت، تیم جولیت بود. آنها یک مجموعه غار و ساختمان را در انتهای شرقی دره بررسی کردند. این منطقه توسط حملات هوایی متعددی، از جمله یک بمب گرمافشاری که غار را در روز شروع عملیات منهدم کرده بود، هدف قرار گرفته بود. تیم جولیت از ATVهای خود برای انجام عبور از خطوط با عناصر نیروی ضربت راکسان (TF Rakkasan) استفاده کرد. سپس سوار شینوک خود شدند و به گردیز بازگشتند، به این معنی که اکنون تمام تیم‌های AFO دره را ترک کرده بودند.
برنامه‌هایی برای آوردن نیروهای تازه برای پاکسازی دره شاهی‌کوت، مانند نیروهای گردان چهارم هنگ ۳۱ پیاده‌نظام و نیروهای کانادایی ائتلاف، به اجرا درآمد. با این حال، پس از رویدادهای تاکور غار، درگیری بسیار کمی رخ داد و فرماندهان آمریکایی به سادگی تصمیم گرفتند رویکردی منفعلانه اتخاذ کنند و اجازه دهند آتش‌های اطراف نیروهای دشمن را نابود کند.

### ۱۰ مارس ۲۰۰۲
سرگرد برایان هیلفرتی اظهار داشت که «نبرد اصلی سه یا چهار روز پیش به پایان رسید.» ایالات متحده ۴۰۰ نفر از نیروهای خود را به پایگاه بازگرداند. تلاش‌هایی برای گردهمایی جنگ‌سالاران افغان، ضیا لودین و گل حیدر، سازماندهی شد. هدف از همکاری آنها تدوین یک حمله نهایی برای پاکسازی کف دره و رهایی روستاها از هرگونه حضور باقی‌مانده القاعده بود. مارک روزنگارد همچنان به پرورش حس مالکیت و غرور در میان افغان‌ها اعتقاد داشت. او تأکید کرد که خود افغان‌ها باید عملیات پاکسازی روستاها را رهبری کنند و از مشارکت فعال آنها در این روند اطمینان حاصل کنند. تلاش برای تسهیل همکاری بین ضیا لودین و گل حیدر چالش‌های قابل توجهی را به همراه داشت. آشکار بود که بین این دو مرد سابقه‌ای وجود دارد که با عدم اعتماد متقابل مشخص می‌شود، اگرچه جزئیات دقیق آن برای آمریکایی‌ها مبهم باقی ماند. ضیا لودین، یک فرمانده پشتون، تفاوت‌های مشخصی با گل حیدر، یک تاجیک از ولایت لوگر، که به عنوان وزیر دفاع افغانستان خدمت می‌کرد و با ائتلاف شمال همکاری کرده بود، داشت.
نقطه اصلی اختلاف بین این دو مرد ترتیب ورود آنها به دره بود. هر دو نگران بودند که پیشروی اول باعث شود پشت آنها به سمت دیگری باشد و دیگری به‌طور بالقوه از این وضعیت سوء استفاده کرده و از پشت به آنها شلیک کند. این اختلاف ناشی از بی‌اعتمادی متقابل آنها بود و پیچیدگی‌هایی را به تلاش‌های همکاری آنها اضافه کرد. با این وجود، آمریکایی‌ها در نهایت موفق شدند جنگ‌سالاران را متقاعد به همکاری کنند و در ۱۲ مارس به دره حمله کنند.

### ۱۲ مارس ۲۰۰۲
نیروهای افغان سرانجام پاکسازی دیرهنگام خود را به دره با استفاده از یک حمله گازانبری آغاز کردند. جنبه مهم این عملیات، گنجاندن ستونی از تانک‌های تی-۵۵ توسط گل حیدر بود. فرماندهان نظامی ایالات متحده معتقد بودند که این تانک‌ها می‌توانند نقش مهمی در این عملیات نهایی ایفا کنند، علی‌رغم اطلاعاتی که نشان می‌داد بعید است هیچ جنگجوی دشمن در دره باقی مانده باشد. نیروهای آمریکایی که نیروهای گل حیدر را همراهی می‌کردند، تحت تأثیر ویژگی‌های رهبری او قرار گرفتند. یک مثال گویا از این موضوع زمانی بود که ستون تانک او با چندین مین ضد تانک مواجه شد که به‌طور نیمه مدفون در طول مسیر قرار داشتند. گل حیدر مسئولیت وضعیت را بر عهده گرفت و شخصاً از یک قلاب گیرنده برای ایمن کردن مین‌ها استفاده کرد. این امر هم احترام و هم نگرانی آمریکایی‌ها را برانگیخت، که نگران امنیت فرمانده بودند. تنها مشکل در یک نقطه رخ داد که تانک‌های حیدر به اشتباه به نیروهای راکسان مستقر در دامنه کوه شلیک کردند. خدمه یک تانک تی-۵۵ به‌طور تصادفی یک گلوله توپ را شلیک کردند که مستقیماً از وسط یک چادر کوچک متعلق به گردان ۲–۱۸۷ پیاده‌نظام عبور کرد. خوشبختانه، کسی مجروح نشد و ارتباط بی‌سیمی سریع این اشتباه را اصلاح کرد.
در همین حال، نیروهای ضیا لودین، که خود پیت بلبر آنها را همراهی می‌کرد، در حال پاکسازی انتهای جنوبی دره بودند. این بار، نیروهای افغان آزادی عمل داشتند تا عملیات را طبق استراتژی‌های خود انجام دهند و این تفاوت بزرگی ایجاد کرد. بلبر خاطرنشان کرد که نیروهای افغان بسیار باانگیزه بودند زیرا این بار واقعاً از تاکتیک‌های خود استفاده می‌کردند. در این مرحله، عملیات به پایان خود نزدیک می‌شد و پس از تاکور غار، به جز یک درگیری جزئی در ۱۷ مارس، هیچ نبردی رخ نداد. نیروهای ضیا به پاکسازی روستاهای متروکه در داخل دره ادامه دادند، اما نشانه‌های کمی از غیرنظامیان یا جنگجویان دشمن وجود داشت. این عملیات رسماً چند روز دیگر ادامه یافت، اما در این مدت، تمرکز به شمارش اجساد و تأیید تلفات دشمن به جای مواجهه با نبردهای بیشتر تغییر کرد.

### ۱۳ مارس ۲۰۰۲
راکسان‌ها با نیروهای تازه از لشکر ۱۰ کوهستان جایگزین شدند که به پاکسازی انتهای جنوبی شاهی‌کوت ادامه دادند. تیم‌های AFO تیم‌های شناسایی بیشتری را به دره ناکا در نزدیکی اعزام کردند و به دنبال تروریست‌های القاعده‌ای بودند که فرار کرده بودند، اما چیزی پیدا نکردند. در این روز، پس از بمباران سنگین توسط هواپیماهای جنگنده ایالات متحده، نیروهای مشترک ایالات متحده و افغان وارد دره شده و تا ۱۸ مارس دره را از نیروهای شورشی باقی مانده پاکسازی کردند. در مجموع ۸ سرباز، ملوان و خلبان آمریکایی کشته و ۸۲ نفر به همراه چندین شبه نظامی افغان زخمی شدند؛ برآوردهای ایالات متحده از تلفات دیگر متفاوت است و تلفات شورشیان را بین ۵۰۰ تا ۸۰۰ نفر و حداقل ۱۴ تلفات غیرنظامی نشان می‌دهد. گفته می‌شود تعداد نامشخصی از شورشیان از طریق زمین‌های ناهموار از درگیری فرار کرده‌اند.

### ۱۷ مارس ۲۰۰۲
نیروی ضربت ۱۱ (Task Force 11) اطلاعات حساسی دریافت کرد که نشان می‌داد یک هدف با ارزش بالا ممکن است در کاروان جنگجویان القاعده‌ای باشد که در تلاش برای فرار با وسیله نقلیه از شاهی‌کوت به سمت پاکستان بودند. یک پهپاد پرداتور در حال رصد کاروان بود و ۳ خودروی شاسی‌بلند، یک کامیون وانت و یک گروه بزرگ امنیتی از افراد مسلح را شناسایی کرد. عنصر نیروی ضربت ۱۱ که برای این مأموریت تعیین شده بود، شامل اپراتورهای SEAL از گروه توسعه جنگاوری ویژه نیروی دریایی به فرماندهی ملوانی که مأموریت ماکو ۳۰ را در تاکور غار رهبری کرده بود، و همچنین اپراتورهای سرویس دریایی ویژه به همراه یک نیروی ترکیبی از تکاوران به عنوان پشتیبان بود.. اپراتورها و یک تیم امداد و نجات رزمی اختصاص داده شده سوار ۳ فروند شینوک شدند در حالی که تکاوران سوار یک جفت بلک‌هاوک شدند و در اوایل صبح از بگرام پرواز کردند. شینوک‌های حامل نیروهای SEAL به اهداف مشخص شده خود رسیدند؛ شینوک اول در جلوی کاروان فرود آمد و همان‌طور که سرنشینان از وسایل نقلیه خود پیاده می‌شدند، توپچی در با مینی‌گان خود وسایل نقلیه را زیر آتش گرفت و تعدادی از تروریست‌های القاعده را از پای درآورد. شینوک دوم به سمت ستون حرکت کرد و هنگام عبور با آتش مینی‌گان آن را مورد حمله قرار داد. در این زمان اپراتورهای نیروی ضربت ۱۱ شروع به شلیک کردند. سپس دو فروند شینوک مسافران خود را در پوششی در نزدیکی پیاده کردند و اپراتورها مواضعی را مشرف به کاروان اتخاذ کردند. هر دو تیم اپراتورهای SEAL اکنون با آتش متقابل به جنگجویان دشمن شلیک کردند و شینوک سوم اپراتورهای خود را در نزدیکی پیاده کرد تا یک وسیله نقلیه مشکوک را بررسی کند. درگیری مسلحانه در عرض چند دقیقه به پایان رسید؛ از ۱۸ جنگجوی القاعده، ۱۶ نفر کشته و دو نفر زخمی شدند. جنگجویان ترکیبی از ازبک‌ها، چچنی‌ها و عرب‌های مجهز بودند. اپراتورها مقدار زیادی از تجهیزات نظامی ایالات متحده را بازیابی کردند که شامل یک صدا خفه‌کن ساخت آمریکا، تعدادی نارنجک ترکش‌زا آمریکایی تحویل داده شده به نیروی ضربت ۱۱ و یک GPS دستی گارمین بود که بعداً مشخص شد متعلق به خدمه ریزر ۰۱ بوده است.

### ۱۸ مارس ۲۰۰۲
ژنرال تامی فرانکس عملیات آناکوندا را پایان یافته اعلام کرد و بعداً آن را «یک موفقیت کامل و بدون قید و شرط» توصیف کرد. سیمور هرش، خبرنگار تحقیقی، روایت رسمی را رد کرد و آن را «در واقع یک فاجعه، مملو از نزاع بین سرویس‌ها، برنامه‌ریزی نظامی بد و مرگ‌های قابل اجتناب سربازان آمریکایی، و همچنین فرار رهبران کلیدی القاعده، احتمالاً از جمله اسامه بن لادن» توصیف کرد.

## ارزیابی
در پایان عملیات آناکوندا، نیروهای آمریکایی و افغان موفق شدند اکثر نیروهای القاعده و طالبان را از دره شاهی‌کوت حذف کنند. نیروهای آمریکایی در این عملیات متحمل ۸۰ تلفات شدند که شامل ۸ کشته و ۷۲ زخمی بود. تعداد نامشخصی از جنگجویان افغان نیز در عملیات آناکوندا کشته شدند. برآوردهای تلفات القاعده و طالبان از ۱۰۰ تا ۱۰۰۰ نفر متغیر است، به طوری که فرماندهان آمریکایی برآوردهای بالاتر و فرماندهان افغان برآوردهای پایین‌تر را ترجیح می‌دهند. نیروهای آمریکایی تخمین زدند که حداقل ۵۰۰ جنگجو را در طول نبرد کشته‌اند، با این حال، روزنامه‌نگاران بعداً خاطرنشان کردند که تنها ۲۳ جسد پیدا شده است – و منتقدان عملیات اظهار داشتند که پس از چند روز، این عملیات «بیشتر تحت تأثیر وسواس رسانه‌ای بود تا ضرورت نظامی».
بیل روگیو، کارشناس امنیتی، استدلال کرد که القاعده «در طول نبرد ضربه خورد، [اما] به هیچ وجه شکست نخورد».
انتقاد قابل توجه از عملیات آناکوندا حول محور کمبود پشتیبانی هوایی بود که نیروهای راکسان به آن تکیه می‌کردند. ژنرال هاگنبک از تأخیر در دریافت حملات هوایی درخواستی در زمان نیاز ابراز ناامیدی کرد. او در مصاحبه‌ای با مجله توپخانه صحرایی در سپتامبر ۲۰۰۲ برجسته کرد که در برخی موارد، مدت زمان رسیدن حملات هوایی درخواست‌شده بین بیست و شش دقیقه تا چند ساعت طول می‌کشید. این موضوع به این معنا بود که پیاده‌نظام‌های مستقر در منطقه مجبور بودند برای مدت‌زمان‌های طولانی بدون پوشش هوایی در برابر آتش دشمن مقاومت کنند.
عملیات آناکوندا با انتقاد نیروهای ائتلاف متحد نیز مواجه شد. بر اساس مصاحبه‌هایی با برخی از سربازان نیروهای ویژه آلمانی، جلسه توجیهی پس از عملیات با بحث بین سربازان KSK و سربازان آمریکایی از هم پاشید. گفته می‌شود علت درگیری شکایت برخی از سربازان آمریکایی بوده است که سربازان KSK تنها زمانی موقعیت خود را تغییر داده‌اند که یک چوپان به مخفیگاه آنها برخورد کرده است، به جای اینکه او را بکشند. «از تفنگ صداخفه‌کن‌دار خود استفاده کنید، سپس حرکت کنید.»
"سربازان آمریکایی در واقع چنین "تهدیدهایی" را حذف می‌کردند،" یک افسر سابق KSK می‌گوید. (...) نقل شده است که آلمانی‌ها شاهد بوده‌اند که نیروهای آمریکایی در طول عملیات آناکوندا کل روستاها را با خاک یکسان کرده‌اند: "بریم، آزاد برای غارت" (...). نقل شده است که یک فرمانده سابق KSK در مجله آلمانی اشترن گفته است: "تصاویر ابوغریب، شکنجه در اردوگاه‌های زندانیان عراقی، اصلاً مرا غافلگیر نکرد."
در پی عملیات آناکوندا، روابط بین نیروهای آمریکایی و بریتانیایی در صحنه نبرد زمانی تیره شد که استارز اند استرایپس، مجله نیروهای آمریکایی و خانواده‌هایشان، علناً از تفنگداران دریایی سلطنتی به دلیل بازگشت «دست خالی» از جستجوی جنگجویان القاعده و طالبان انتقاد کرد و ادعا کرد که سهم بریتانیا در این کارزار «ناامیدکننده» بوده است. این روابط با گزارش‌هایی از چندین نشریه مبنی بر اینکه اسامه بن‌لادن ممکن است به علت تأخیر زیاد در حرکت نیروهای بریتانیایی پس از زمان مقرر استقرار نیروهای آمریکایی فرار کرده باشد، بدتر شد.
استفان بیدل عملیات آناکوندا را به عنوان «مجموعه‌ای از نبردهای زمینی شگفت‌آور متعارف» توصیف کرده است. او توصیف رایج این عملیات به عنوان یک جنگ چریکی را رد می‌کند.

### رکورد تک‌تیرانداز در مسافت‌های طولانی
رکورد طولانی‌ترین مسافت کشتار ثبت‌شده توسط سلاح تک‌تیراندازی در طول عملیات آناکوندا توسط سرجوخه راب فورلانگ، تک‌تیرانداز ارتش کانادا از گردان سوم نیروهای سبک پیاده‌نظام شاهزاده پاتریشیا کانادا به دست آمد و به مدت هفت سال تا سال ۲۰۰۹، حفظ شد. فورلانگ با استفاده از یک تفنگ مک‌میلان TAC-50 کالیبر ۵۰، یک جنگجوی طالبان مسلح به مسلسل آرپی‌کی را در فاصله تأیید شده ۲۴۳۰ متری (۱٫۵۱ مایل) کشت. چند روز قبل از شلیک فورلانگ، هم تیمی او، آرون پری، که او نیز از گردان سوم بود، رکورد قبلی ۲۳۱۰ متر (۷۵۸۰ فوت) را ثبت کرده بود، به این معنی که در طول این عملیات دو بار رکورد جدیدی به دست آمد.
تیم پنج نفره، شامل سرجوخه گراهام رگزدیل، سرجوخه تیم مک‌میکین، سرجوخه آرون پری، سرجوخه دنیس ایسون و سرجوخه راب فورلانگ، بیش از ۲۰ جنگجوی دشمن را در طول این عملیات کشتند و به خاطر خدماتشان مدال‌های ستاره برنزی توسط ایالات متحده به آنها اهدا شد.

## پیامدها
پس از شکست نیروهای طالبان و القاعده در دره شاهی‌کوت، نیروهای ائتلاف مجموعه‌ای از عملیات‌های پیگیری با نام رمز «عملیات جاکانا یا روآبرواک» را از ۱۶ آوریل آغاز کردند. هدف از این عملیات‌ها مقابله با شورشیانی بود که انتظار می‌رفت در مناطق اطراف دوباره سازماندهی شده و حملات چریکی انجام دهند. جف هون، وزیر دفاع بریتانیا، بزرگ‌ترین استقرار نیروهای رزمی بریتانیا از زمان جنگ خلیج فارس در سال ۱۹۹۱ را اعلام کرد. حدود ۱۷۰۰ تفنگدار دریایی سلطنتی، از جمله نیروهایی از گردان ۴۵ کماندو، برای این عملیات‌های برنامه‌ریزی شده به افغانستان اعزام شدند. فرانکس و هاگنبک پیش‌بینی می‌کردند نبردهای بسیار بیشتری در پیش باشد و اظهار داشتند که «هزاران دشمن [هنوز] در آنجا هستند». در واقع، این فرض کاملاً نادرست از آب درآمد و عملیات آناکوندا به آخرین نبرد بزرگ در افغانستان برای چند سال آینده تبدیل شد. این مسئله باعث شد بسیاری از تفنگداران دریایی سلطنتی از اینکه «یک ماه دیرتر» مستقر شده‌اند، شکایت کنند، چرا که در نهایت اقدام رزمی که انتظار داشتند، رخ نداد.

لشکر ۱۰ کوهستان عملیات‌های مبتنی بر اطلاعات را برای یافتن هرگونه شورشی باقی‌مانده القاعده و طالبان انجام داد، اما چیز زیادی پیدا نکرد، زیرا به نظر می‌رسید جهادگران یا به پاکستان فرار کرده‌اند یا در مناطق دورافتاده افغانستان مخفی شده‌اند. بخش عمده‌ای از نیروهای آمریکایی خود را در حالت انتظار یافتند، مشتاق به اقدام، اما بدون وظایف فوری در دست. نیروهای سپاه پیاده‌نظام سلطنتی کانادا خود را در موقعیت مشابهی یافتند و تنها ۵ روز از ۱۲۰ روز را به‌طور فعال در عملیات خارج از پایگاه‌های خود شرکت کردند. تا ماه ژوئیه، واحدهای سطح تاکتیکی از لشکر ۱۰ کوهستان و لشکر ۱۰۱ هوابرد، از جمله نیروی ضربت راکسان، همگی افغانستان را ترک کرده بودند. ستاد فرماندهی نیروی ضربت کوهستان در اوایل سپتامبر به دنبال آنها از کشور خارج شد. آنها توسط نیروی ضربت ۸۲ جایگزین شدند، که از ستاد لشکر ۸۲ هوابرد تشکیل شده بود و توسط فرمانده لشکر، سرلشکر جان آر. واینز رهبری می‌شد. ستاد فرماندهی نیروی ضربت ۸۲ در فرودگاه بگرام بود و نیروی ضربت پنتر/پلنگ تحت فرماندهی واینز، عنصر مانور اصلی او، در فرودگاه قندهار مستقر بود. نیروی ضربت پنتر تحت فرماندهی سرهنگ جیمز ال. هاگینز بود و دو گردان پیاده‌نظام از تیپ سوم لشکر ۸۲ هوابرد و یک گردان پیاده‌نظام متصل از تیپ اول لشکر را در اختیار داشت. هاگینز همچنین توسط یگان‌های توپخانه، هوانوردی، اطلاعات نظامی و سایر واحدها پشتیبانی می‌شد. نیروی ضربت پنتر در اواخر ژوئن ۲۰۰۲ به افغانستان اعزام شد و تا ۵ دسامبر ۲۰۰۲ تحت فرماندهی نیروی ضربت ۸۲ خدمت می‌کرد. در آن زمان، نیروی ضربت شیطان، واحدی که حول تیپ اول لشکر ۸۲ هوابرد تشکیل شده بود، برای رهبری عملیات‌های امنیتی سطح تاکتیکی وارد شد.
طالبان متعاقباً این عملیات را به عنوان «نبرد تاریخی» و «آغاز جهاد مقدس علیه اشغال افغانستان» به تصویر کشید و از رهبری سیف‌الرحمان منصور تمجید کرد. این نبرد و منصور (که در سال ۲۰۰۸ کشته شد) توسط وب‌سایت رسمی طالبان، صدای جهاد، در ۷ مارس ۲۰۲۱ مورد ستایش قرار گرفت.